# لثوم
لثوم (به انگلیسی: Lathom) یک محله مدنی و روستا در بریتانیا است که در West Lancashire واقع شده‌است. لثوم ۹۱۴ نفر جمعیت دارد.